# 昭南神社
昭南神社（しょうなんじんじゃ）とは、第二次世界大戦中にシンガポールを占領した日本軍が市内のマクリッチ水源地内に建立した神社である。1942年10月に竣工し、1945年8月の日本軍降服後に取り壊された。

## 照南神社
1922年2月11日、シンガポールでゴム園を経営していた大平源四は、トムソン路がアッパー・トムソン・ロードに名を変える辺りにあった自己のゴム園内に「照南神社」を建立した。祭神は天照大神で、名目上の神官として永田重彦氏が管理していた。戦前の在留日本人からは「大神宮」として親しまれ、正月や七五三、結婚式などに参拝していた。

## 拡張計画
1942年2月、日本軍のシンガポール占領直後、第25軍参謀・林忠彦少佐は、当時在留日本人の家庭で使用人をしていて、戦乱の中で家の裏にあった祠の御神体を安全な場所に移していたという2人のマレー人を表彰すると発表し、更に市の職員に「戦前からシンガポールにあった神社や祠の管理はどうなっているか」と尋ねた。職員が「今は占領直後で、電気水道の修理や混乱した市内の秩序回復に忙しく、神社まではとても手が回らない」と答えると、林は「狂信者に特有の、物凄い憤怒の形相」をあらわし、「貴様等のそういう根性が腐っているのだ。神社にまで手が回らないとはなにごとだ。何のための秩序回復か。さっそく皆と相談して具体策を立てて持って来い」と怒鳴った。
間もなく照南神社を拡張し、シンガポール郊外のマクリッチ水源地西端のシンガポール・アイランド・クラブ・ゴルフ場にかかる一帯に、新たに「昭南神社」を建立する計画が発表された。
ジョホールのスルタンは神社建立のため軍政監部財務部に5,000ドルの寄付をしたとされる。

## 造営
軍司令部は、横山部隊に神社造営を命令し、工事は1942年5月頃から同年10月までの間、連合軍の捕虜2万人を使役して行われた。建設途中、乾季が終わろうとする頃に、横山部隊はインパール作戦参加のためビルマへ転進し、田村部隊（工兵第5連隊）が工事を引き継いだ。
1942年10月に昭南神社は竣工した。ゴルフ場のクラブハウスの横からコースを横切って参道が作られ、西から水源地に注ぐ小川を五十鈴川に見立てて、その上に朱塗りの太鼓橋が架けられ、橋の前後に鳥居が立てられ、玉砂利を敷き、橋を渡ったところから石段を造成、拝殿と神殿は日本から運んだ檜材を使い、総檜造りで建てられた。

## 遷宮祭
竣工後、神社の管理は昭南特別市に移され、日本から中村社司とその補佐として本田神職が着任して、1942年11月の佳日に「昭南神社遷宮祭」が行われた。大達市長が斎主となり、寺内南方軍総司令官以下が玉串奉奠をし、その後現地人各団体代表が礼拝した。
式典後、神社は一般に開放され、山下パーシバル会見のフォード工場などとともに戦跡見学のルートとなって、日本人のほか現地人の多くが訪れた。

## 参拝の強要
1943年1月20日に開催された「サルタン会同」の前には、マラヤ・スマトラ各州のスルタンによる昭南神社の訪問が行事に組み込まれ、第25軍司令官・斎藤弥平太中将は、イスラム教徒であるスルタンを昭南神社に参拝させた。

## 鎮座祭
1943年2月15日には、シンガポール陥落1周年記念に併せて鎮座祭が盛大に行われた。

## 破壊
篠崎 (1976, p. 205)は、1945年8月18日に第7方面軍司令官板垣征四郎大将から麾下の部隊長、軍政監部・市政庁の幹部に降伏が告げられると、翌日以降、忠霊塔や昭南神社の爆破、破壊が行われたとしている。
サイレンバーグ (1988, pp. 212–213)は、昭南神社は解放時に（連合軍の）グルカ兵によって取り壊された、としている。

## 跡地
日本の降伏後、サイム路沿いあった連合国人の抑留所も解放されて、閉鎖されていたゴルフ場が再開された。
2004年現在、シンガポール・アイランド・カントリー・クラブのブキット・コース3番ホール地点に、そこから対岸に渡るかつての太鼓橋と、拝殿に至る石段、その途中にある手水鉢の遺構が残っている。